# Fabio Polenghi
Fabio Polenghi (Monza, 13 febbraio 1962 – Bangkok, 19 maggio 2010) è stato un fotografo italiano, ucciso il 19 maggio 2010 a Bangkok in Thailandia mentre documentava l'assalto finale dell'esercito contro i manifestanti anti-governativi del Fronte Unito per la Democrazia contro la Dittatura.

## Biografia
Iniziò da giovanissimo lo studio della fotografia e si dedicò poi alla moda e successivamente al reportage, viaggiando in oltre settanta paesi. Fotoreporter professionista aveva lavorato per le maggiori agenzie fotografiche del mondo quali Grazia Neri e per riviste di moda come Vogue e Elle.
Nell'ultimo periodo si era trasferito in Thailandia dove si trovò a documentare una manifestazione di piazza nel centro di Bangkok. Nel corso dei disordini, mentre era intento a fotografare, cadde colpito da alcuni proiettili. Nel 2012 un'inchiesta accertò che durante quegli stessi scontri del 2010, il fotoreporter italiano Fabio Polenghi era stato ucciso dai militari e non dai manifestanti, come aveva sostenuto il vice-primo ministro Suthep Thaugsuban. Nel marzo 2013, una corte criminale di Bangkok riconobbe ufficialmente la fondatezza delle prove emerse nell'inchiesta e addossò la responsabilità dell'omicidio ai militari.